# Суассуна, Ариану
Ариа́ну Вила́р Суассу́на (порт. Ariano Vilar Suassuna; 16 июня 1927, Жуан-Песоа — 23 июля 2014, Ресифи) — бразильский писатель и драматург, участник литературного движения Movimento Armorial. Известен как основатель студенческого театра при Университете Пернамбуку, считается одним из наиболее значительных современных драматургов Бразилии. С 1990 года и до своей смерти занимал кресло академика № 32 в Бразильской академии литературы.

## Биография
Родился в семье политика, убитого во время Революции 1930 года в Бразилии из-за его деятельности, когда Ариану был ещё ребёнком. С 1933 по 1937 год жил в Тапероа, с 1942 года — в Ресифи, где в 1945 году окончил среднюю школу и поступил на юридический факультет Университета Пернамбуку, где, интересуясь театром с детства, в 1957 году написал свою первую пьесу, а в 1948 году основал Студенческий театр. Окончил университет в 1950 году, но из-за болезни лёгких был вынужден переехать в Тапероа до 1952 года, где также занимался написанием пьес. До 1956 года работал юристом, продолжая занятия драматургией в свободное время, после чего решил стать профессором эстетики. В 1959 году стал одним из основателей театра Teatro Popular do Nordeste, но в 1960-х годах отошёл от драматургии, занявшись преподавательской работой и защитив в 1976 году докторскую диссертацию о культуре северо-востока Бразилии. Ушёл в отставку с должности профессора в 1994 году, следующие четыре года занимая должность министра культуры штата Пернамбуку.
В период 1950—1970-х годов написал также несколько новелл и один роман, а также ряд работ по истории и культуре северо-востока Бразилии.